# سیارک ۲۲۶۴۴
سیارک ۲۲۶۴۴ (به انگلیسی: 22644 Matejbel، نامگذاری:1998OZ4) بیست و دو هزار و ششصد و چهل و چهارمین سیارک کشف شده‌است که در ۲۷ ژوئیه ۱۹۹۸ کشف شد.
قدر مطلق سیارک برابر ۱۷.۰ است.